# 熊猫香烟
熊猫香烟是中国一款高档香烟，有着近半个世纪的特供背景，熊猫牌香烟价格不斐。
熱愛吸食熊猫香烟者包括毛泽东和邓小平。

## 历史
上海卷烟厂在生产“熊猫牌”香烟前已经使用过“熊猫牌”这个名字了。“熊猫”最初用在烟斗丝上，而铁盒上的标志是一对熊猫。
1956年，中国共产党将要举办第八次代表大会，北京食品工业部要求上海烟草公司赶制一批“特殊”香烟，要“为党的八大献礼”。最后决定让上海卷烟二厂来生产此类香烟。生产完成后也确定了烟标，烟标背景为蓝色，图案中是两只黑白相间的大熊猫；图案中还标有“熊猫是稀世珍品，此烟是烟中极品”的字样，后改为“熊猫是兽中珍品、此烟是烟中珍品”。
1956年初，上海卷烟二厂完成了熊猫烟的“任务”，用特制的箱子并用上海铁路局快件转送送到北京交由“八大”代表“评吸”。
在大跃进时期，中国政府提出了“超英趕美”的口号，而上海烟草公司决定由“熊猫牌”香烟来超过英国的“555”香烟。最后，上海烟草公司做出了十箱號稱可以超过“555”香烟的熊猫牌并通过“德信行”在香港销售，在售完后香港方面要求再次出货，但是由于原料无法供应，结果不能正常供货，最后每年仅少量生产一点，仅製造出特供的。
1990年，北京举办亚运会，北京要求上海提供熊猫香烟，但是由于原料问题，不能批量生产。烟草局决定实行“一牌两色”的方案，生产一种黄色熊猫，其配方水平高于中华但是低于蓝色熊猫。当时上海烟草公司为亚运会供应了100箱黄色熊猫和3箱蓝色熊猫。
到1997年，熊猫香烟才以礼盒形式出现，2004年上海烟草公司推出了“熊猫时代版”。

## 产品列表
本列表介绍熊猫系列的卷烟：
| 名称                    | 俗称   | 包装     | 主色调 | 副色调 | 支数 | 焦油含量 | 尼古丁含量 |
| ----------------------- | ------ | -------- | ------ | ------ | ---- | -------- | ---------- |
| 熊猫（硬特规）          | 蓝熊猫 | 条盒硬盒 | 蓝     | 红     | 20支 | 15mg     | 1.2mg      |
| 熊猫（硬时代版）        | 黄熊猫 | 条盒硬盒 | 橙黄   | 红     | 20支 | 15mg     | 1.2mg      |
| 熊猫（硬5盒时代版出口） |        | 条盒硬盒 | 桔黄   | 红     | 20支 | 13mg     | 1.2mg      |